# Eduard Bendemann
Eduard Julius Friedrich Bendemann (Berlino, 3 dicembre 1811 – Düsseldorf, 27 dicembre 1889) è stato un pittore tedesco.

## Biografia
Figlio di Anton Heinrich Bendemann e di Fanny Eleonora Bendemann, con Julius Hübner, marito di sua sorella Pauline, frequentò la Kunstakademie Düsseldorf. Fece parte della scuola di pittura di Düsseldorf di Friedrich Wilhelm Schadow.
Fu direttore dell'Accademia di belle arti di Dresda (Hochschule für Bildende Künste Dresden). Nel 1859 diventò direttore dell'Accademia di Belle Arti di Düsseldorf fino al 1867, anno in cui dovette abbandonare l'incarico per problemi di salute.
Sposò il 28 ottobre 1838 Lida Schadow (1821–1850), figlia del famoso scultore Johann Gottfried Schadow. La coppia ebbe numerosi figli:
- Gottfried Arnold ( 1839 - 1882)
- Marie ( 1841 - 1874)
- Ernst Julius (1844 - )
- Fanny Mathilde Susanne (1846 - )
- Felix Eduard Robert Emil ( 1848 - 1915), ammiraglio
- Rudolf Christian Eugen (1851–1884), pittore

## Opere
Fra le opere compiute:
- Boas und Ruth (Boas e Ruth)
- Die trauernden Juden im Exil (1832)
- Zwei Mädchen am Brunnen (1832)
- Jeremias auf den Trümmern von Jerusalem (1837)
- Die Ernte
- Penelope (1877)